# 21349 Bevoke
21349 Bevoke è un asteroide della fascia principale. Scoperto nel 1997, presenta un'orbita caratterizzata da un semiasse maggiore pari a 3,2142794 UA e da un'eccentricità di 0,1667450, inclinata di 0,93883° rispetto all'eclittica.